# Eisenbahnbrücke Horb am Neckar
Die Eisenbahnbrücke Horb am Neckar führt die Bahnstrecke Stuttgart–Horb in Horb am Neckar über den Neckar.
Die zweigleisige Brücke schließt an das auf der rechten Flussseite liegende Bahnhofsgelände an und quert den Neckar und den Mühlkanal in einem Bogen mit einem Krümmungsradius von 685 m.
Die 145 m lange Brücke hat drei Felder mit Feldweiten von 45,69 + 55,19 + 43,69 m. Ihr Überbau besteht aus einem leicht gevouteten Spannbeton-Hohlkasten mit einer Bauhöhe von 2,23 bis 2,70 m.
Sie wurde zwischen 1958 und 1959 gebaut und war eine der ersten im Grundriss gekrümmten Spannbetonbrücken.
Sie löste eine ebenfalls zweigleisige, zwischen 1905 und 1907 erbaute stählerne Fachwerkträgerbrücke mit drei Schwedlerträgern ab, die im Zweiten Weltkrieg durch Bomben geschädigt worden war.
Am 18. April 1945 war diese Brücke durch die Wehrmacht gesprengt worden. Sie wurde im Dezember 1945 behelfsmäßig hergestellt, die Strecke ab August 1946 wieder vollständig befahren werden. Die zweigleisige Brücke wurde nach dem Krieg auf ein Gleis zurückgebaut, das zweite Gleis als Reparationsleistung abgebaut.
Diese Brücke löste ihrerseits eine längere, ursprünglich eingleisige Brücke mit sechs eisernen Fischbauchträgern ab, die zwischen 1872 und 1874 gebaut wurde.